# Domino Challenge
Domino Challenge was een Nederlands televisieprogramma waarin deelnemers in duo's parcoursen met dominostenen maakten en streden om de titel Masters of Domino 2022, een beker en een geldprijs van 25.000 euro. Het programma werd gepresenteerd door Ruben Nicolai en werd wekelijks van zaterdag 28 mei t/m 2 juli 2022 om 20.00 uur uitgezonden op RTL 4. Aflevering 6, de finale, werd gepresenteerd door Jamai Loman wegens ziekte van Nicolai. Jurering werd verzorgd door de Amerikaanse dominobouwer Lily Hevesh. De duo's werden beoordeeld op creativiteit, techniek en het aantal omgevallen stenen.
Het programma werd uitgezonden als alternatief voor Domino Day dat oorspronkelijk in 2020 zou terugkeren en dat jaar door RTL 4 zou worden uitgezonden, maar vanwege de coronapandemie die in dat jaar uitbrak moest worden afgelast. Aan het einde van de vijfde aflevering werd bekend dat er deelnemers gezocht werden voor een tweede seizoen.

## Opzet
Het programma begon met acht duo's. In de eerste twee afleveringen deden elk vier duo's mee, in beide afleveringen viel er een duo af. In aflevering 3 en 4 deden de drie overgebleven duo's uit aflevering 1 respectievelijk 2 mee, in elke aflevering viel weer een duo af. De overgebleven vier duo's kwamen in aflevering 5 (halve finale) bij elkaar, waarbij er nog een duo afviel. In aflevering 6 (finale) namen de overgebleven drie duo's het tegen elkaar op.
De duo's kregen elk hulp van vijf zogeheten Dominions. Ze mochten iedere aflevering drie gouden steentjes gebruiken. Als hun parcours tijdens het omvallen van de dominostenen vastliep, mocht het eerstvolgende gouden steentje aangetikt worden waardoor het omvallen van de dominostenen vanaf daar verderging. Ze moesten elke aflevering een builders challenge doen, een opdracht die ervoor zorgde dat het parcours gesloten werd. Iedere aflevering was er 24 uur de tijd om te bouwen.

## Afleveringen
Aflevering 1
In aflevering 1 "De brug" moest er een al geplaatste brug verwerkt worden in het parcours door hierop dominostenen te plaatsen. Tijdens de builders challenge moest iemand uit het duo een brug met dominostenen erop omhooghouden die ervoor zorgde dat de lijn van dominostenen doorliep. Duo blauw, Guido en Larry, viel deze aflevering af.
Aflevering 2
In aflevering 2 "De tijdreis" moest er een al hangende tunnel gebruikt worden in het parcours. Tijdens de builders challenge moest iemand uit het duo in 30 seconden een lijn onderwater bouwen. Duo rood, Lianne en Remco, kon er op de valdag niet bij zijn omdat beide deelnemers positief testten op het coronavirus. Hun Dominions namen deze daarom van hen over. Zij gooiden in hun plaats de stenen om en voerden ook de builders challenge uit. Lianne en Remco keken daarbij toe via een videoverbinding en vielen deze aflevering af.
Aflevering 3
In aflevering 3 "Daar zit muziek in" moesten de duo's een muziekinstrument gebruiken in hun parcours. Er was een xylofoon, trommel en een tamboerijn. Duo oranje mocht bepalen wie welk instrument kreeg, omdat zij de opdracht voorafgaand aan het bouwen wonnen. In deze opdracht werd muziekhints gespeeld, een deelnemer uit ieder duo moest non-verbaal duidelijk maken wat de ander moest bouwen in in totaal 10 minuten. Ze moesten een muzieknoot maken van zwarte dominostenen. Duo oranje koos zelf voor de trommel, gaf de xylofoon aan duo fuchsia en de tamboerijn aan duo groen. Tijdens de builders challenge moest iemand uit het team in 30 seconden 20 centimeter aan dominostenen bouwen met twee drumstokjes. Duo groen, Dennis en Kayleigh, viel deze aflevering af, een groot deel van hun dominostenen was niet omgevallen. Het winnende duo fuchsia won een kruiwagen vol met dominostenen van hun deck.
Aflevering 4
In aflevering 4 "Vlieg 'm erin" kregen de duo's een katapult, houten stokjes (Stick Storm) of vier koffertjes. De verdeling werd bepaald door duo zwart dat de voorafgaande opdracht won: het bouwen van een zo hoog mogelijke toren in 6 minuten. Duo zwart zelf nam de katapult, duo geel kreeg de koffers en duo roze de houten stokjes. De builders challenge hield in dat iemand uit het duo op een zwevende wolk een dominolijn moest bouwen in 30 seconden. Duo zwart, Guido en Jannes, viel deze aflevering af, veel van hun dominostenen vielen niet. Het winnende duo geel mocht alle dominostenen van hun deck opzuigen met een straatstofzuiger en meenemen naar huis.
Aflevering 5
In aflevering 5 "Dag en nacht", de halve finale, kreeg ieder duo 5000 glow-in-the-dark-stenen om te gebruiken in het nachtgedeelte van hun parcours, waarbij het licht in de studio uitging zodra deze stenen omvielen. De duo's moesten ook een vuurwerkfontein verwerken in hun parcours. Bij de builders challenge moest iemand uit het duo blind bouwen terwijl hij/zij aanwijzingen kreeg van de ander. Duo roze, Marcel en Marie-Claire, viel deze aflevering af.
Aflevering 6
In aflevering 6 "The sky is the limit", de finale, streden duo geel, fuchsia en oranje om de titel Masters of Domino 2022, een beker en een geldprijs van 25.000 euro. Bij de builders challenge moesten de duo's samen een meter lijn bouwen in 30 seconden. Naast de in totaal vijftien Dominions waren er deze aflevering drie gouden Dominions, zij hielpen bijvoorbeeld met het ophalen van stenen. Beoordeling werd ditmaal niet enkel verzorgd door Lily Hevesh, maar ook door 60 hulpjuryleden, onder wie oud-deelnemers, oud-Dominions en fans. Hevesh' stem telde 20 keer mee. Het totaal aantal omgevallen stenen telde zoals anders ook mee. Duo fuchsia, Mitchell en Thomas, kreeg de meeste punten en werd Masters of Domino 2022. Duo geel, Thomas en Wasilja, werd tweede en duo oranje, Arco en Jochem, werd derde.
Er vielen tijdens dit seizoen in totaal 696.504 dominostenen.
| Duo | Duo     | Deelnemer 1 | Deelnemer 2  |  | Afl. 1 "De brug" 0 | Afl. 2 "De tijdreis" 0 | Afl. 3 "Daar zit muziek in" 0 | Afl. 4 "Vlieg 'm erin" 0 | Afl. 5 "Dag en nacht" (halve finale) | Afl. 6 "The sky is the limit" (finale) |
| --- | ------- | ----------- | ------------ |  | ------------------ | ---------------------- | ----------------------------- | ------------------------ | ------------------------------------ | -------------------------------------- |
|     | Fuchsia | Mitchell    | Thomas       |  |                    |                        |                               |                          | [ a ]                                |                                        |
|     | Geel    | Thomas      | Wasilja      |  |                    |                        |                               |                          |                                      |                                        |
|     | Oranje  | Arco        | Jochem       |  |                    |                        |                               | [ a ]                    |                                      |                                        |
|     | Roze    | Marcel      | Marie-Claire |  |                    |                        |                               |                          |                                      |                                        |
|     | Zwart   | Guido       | Jannes       |  |                    |                        |                               |                          |                                      |                                        |
|     | Groen   | Dennis      | Kayleigh     |  |                    |                        |                               |                          |                                      |                                        |
|     | Rood    | Lianne      | Remco        |  |                    |                        |                               |                          |                                      |                                        |
|     | Blauw   | Guido       | Larry        |  |                    |                        |                               |                          |                                      |                                        |

 Het duo werd eerste in de aflevering.
 Het duo werd tweede in de aflevering.
 Het duo werd derde in de aflevering.
 Het duo viel af in de aflevering.
 Het duo verscheen niet in de aflevering.
1. 1 2  Er is niet bekendgemaakt of duo fuchsia dan wel duo oranje hoger eindigde.

## Kijkcijfers
| Afl.             | Datum        | Speelduur | Kijkcijfers | Kijkcijfers | Kijkcijfers             |
| Afl.             | Datum        | Speelduur | Lineair     | Rang        | Incl. uitgesteld kijken |
| ---------------- | ------------ | --------- | ----------- | ----------- | ----------------------- |
| 1                | 28 mei 2022  | 90 min.   | 873.000     | 7           | 1.118.000               |
| 2                | 4 juni 2022  | 90 min.   | 708.000     | 7           | 950.000                 |
| 3                | 11 juni 2022 | 90 min.   | 626.000     | 6           | 755.000                 |
| 4                | 18 juni 2022 | 90 min.   | 519.000     | 9           | 605.000                 |
| 5 (halve finale) | 25 juni 2022 | 90 min.   | 589.000     | 11          | 716.000                 |
| 6 (finale)       | 2 juli 2022  | 90 min.   | 503.000     | 12          | 612.000                 |